# برد پیرس (تنیس‌باز)
 برد پیرس (انگلیسی: Brad Pearce؛ زاده ۲۱ مارس ۱۹۶۶) یک تنیس‌باز اهل ایالات متحده آمریکا است.